# Wieczernij Briest
Wieczernij Briest (ros. Вечерний Брест) – białoruski dwujęzyczny tygodnik społeczno-polityczny, publikowany w Brześciu od 1991.